# Hígado artificial
Un dispositivo bioartificial de hígado o hígado bioartificial (HBA) es un dispositivo artificial extracorporal para un individuo quién padece de problemas de hígado agudo.

## Historia

### Historia temprana
El primer dispositivo bioartificial de hígado estuvo desarrollado por Dr. Kenneth Matsumara y fue nombrado una invención del año por la revista de Time en 2001. Donde células hepáticas obtenidas de un animal fueron utilizadas en una pieza de equipamiento desarrollada para cada función del hígado. La estructura y la función del primer dispositivo se parece a la de hoy en BALs. Donde células de hígado animal están suspendidas en una solución junto con sangre de pacientes que están separadas por una membrana semipermeable que deja toxinas y proteínas de sangre pasar pero restringe una respuesta inmunológica.

### Desarrollo
Adelantos en técnicas de ingeniería biomédica en la década después de que Matsumara ha dirigido a una construcción de la membrana mejorada y de sistemas anexos del hepatocito. En el tiempo que ha progresado las fuentes de hepatocitos han aumentado. Las fuentes de célula ahora incluyen hepatocitos primarios, hepatocitos humanos primarios, hepatoblastoma humano (C3Un), líneas inmortalizadas de células humana y células de raíz.

## Uso
El propósito de los dispositivos HBA, actualmente, no es de reemplazar funciones de hígado, sino para servir como dispositivo de soporte, dejando el hígado para regenerar correctamente el problema de hígado agudo, o para unir las funciones del hígado del individuo hasta que sea posible trasplantar

## Función
Los HBA son esencialmente biorreactores, con hepatocitos (células de hígado) incrustados, para que actúe como un hígado normal. Este proceso oxigena el plasma de sangre, el cual está separado de los otros electores de sangre.
Muchos tipos de HBA están siendo desarrollados, incluyendo sistemas de fibra vacía y sistemas de hoja de membrana planos.

### Sistema de fibra vacía
Uno tipo de HBA es similar a los diálisis de riñón sistemas que emplean un cartucho de fibra vacío. Los hepatocitos están suspendidos con un gel en solución, como colágeno, el cual es inyectado a una serie de fibras vacías. En el caso de colágeno, la suspensión es entonces cuajada dentro de las fibras, normalmente por un cambio de temperatura. Los hepatocitos entonces contraen el gel por su anexo a la matriz de colágeno, reduciendo el volumen de la suspensión y creando un espacio de flujo dentro de las fibras. Medios de nutrientes están circulado a través de las fibras para sostener las células. Durante su uso, el plasma es sacado de la sangre de pacientes. El plasma del paciente está siendo alimentado al espacial rodeando por las fibras, las cuales están compuestas de una semi-membrana permeable, que facilita la transferencia de toxinas, nutrientes y otras sustancias químicas entre la sangre y las células suspendidas. La membrana también mantiene cuerpos inmunes, como inmunoglobulinas, que pasan a las células para
impedir un rechazo de sistema inmunitario.

## Comparación con la diálisis de hígado
Las ventajas de utilizar un HBA, sobre otros dispositivos de tipo diálisis (p. ej. diálisis de hígado), es que funciones metabólicas como síntesis de lípido y lipoproteína, control de homeostasis, de producción de carbohidratos, producción de albúmina de suero y factores de coagulación, además de desintoxicación, pueden ser replicados sin el uso de dispositivos múltiples. Hay actualmente varios dispositivos HBA en pruebas clínicas.
Una serie de estudios en 2004 mostró que un HBA reduce la mortalidad en la mitad de sus casos de problemas de hígado agudo. Los estudios, revelan que 171 pacientes en U.S. y Europa, han comparado estándares cuidando el uso de un bioreactor donde el dispositivo utiliza células de hígado del cerdo.